# ジェラルド・ムーア
ジェラルド・ムーア（Gerald Moore、1899年7月30日 - 1987年3月13日）は、多数の著名な歌手とともに歌曲の演奏会やレコード録音で知られたイギリス人ピアニストである。

## 経歴
ハートフォード州ウォトフォードに生まれたあとカナダのトロントで育ち、音楽教育も主に同地で受けた。ムーアは著名な器楽奏者、たとえばパブロ・カザルスなどとの共演をしたこともあるが、エリザベート・シューマンやマギー・テイト、キャスリーン・フェリアなどの歌手との共演で、より知られるようになる。伴奏者の地位を、それまでの歌手に従属した役割から芸術的に同列の共演者に高めたのは、彼の功績である。
ムーアは音楽について講義や執筆も行い、1962年に出版した『お耳ざわりですか―ある伴奏者の回想』は高く評価されている。この回想録は原題を Am I Too Loud?、すなわち「（私の演奏は）音が大きすぎますか？」 というもので、歌手に遠慮して控えめに弾くのではなく、音楽の要求に従い積極的に表に出た演奏をしている彼から歌手へのユーモア溢れるメッセージである。これらの文筆活動は引退後も続けられた。1955年にはピアノを弾きながら伴奏の極意を語るLP「The Unashamed Accompanist」をリリース。CD版のオマケではヴィクトリア・デ・ロス・アンヘレスがピアノに回って彼が歌うシューマンという趣向で茶目っ気を披露している。
1967年2月20日のムーアの引退記念演奏会には、彼と長年共演を重ねたディートリヒ・フィッシャー＝ディースカウ、ロス・アンヘレス、エリーザベト・シュヴァルツコップが出演しており、彼らの演奏はライブ録音としてレコード化された（CDでも再発売されている）。なお、彼はこの演奏会の最後に、アンコールとしてシューベルトの歌曲｢楽に寄す｣(D547)の自作編曲を演奏したが、これは彼の数少ないソロ演奏のひとつであった。ムーアが加わって録音したレコードの多くは世界各国でレコード賞を受賞している。また、ムーアは1954年に大英勲章(OBE)を受賞した。
演奏会からの引退後も、フィッシャー＝ディースカウやヘルマン・プライらとのレコード録音を続けたが、1987年にバッキンガムシャーで死去した。

## 著作
ムーアは、先述の「お耳ざわりですか？・・・」の他にも、いろいろな著作物を残している。
- 「シューベルト：三大歌曲集～解釈と演奏法」（フィッシャー＝ディースカウに献呈されている）
- 「歌手と伴奏者Singer and Accompanist」